# Filippo Angelitti
Filippo Angelitti (Aielli, 10 maggio 1856 – Palermo, 25 gennaio 1931) è stato un astronomo italiano.

## Biografia
Laureatosi in matematica nel 1878, per oltre 20 anni (dal 1878 al 1898) lavorò all'osservatorio di Capodimonte a Napoli.
Fu anche direttore dell'osservatorio di Palermo e professore di astronomia dell'università di Palermo.

## Riconoscimenti
Il comune di Aielli (AQ) in Abruzzo ha dedicato all'astronomo la sala polivalente situata a ridosso della torre medievale e un monumento, realizzato nel 1989 da Pasquale Di Fabio, posizionato di fronte alla sede municipale ad Aielli Alto nella piazza a lui intitolata.